# 玉里鎮立圖書館
玉里圖書館（阿美族語：To-su-kwan no Posko），全名玉里鎮立圖書館，位於台灣花蓮縣花東縱谷中段的玉里鎮，隸屬於玉里鎮公所的鎮立圖書館，中華民國66年（1977年）6月6日開館啟用。

## 沿革
玉里鎮位於台灣花東縱谷，花蓮縣南端與台東縣北端相匯之地，鎮民含括客家、台灣原住民（阿美族）、外省移民，可謂文化薈萃、族群多元，惟人口外流，民國六十年代（1970年代）為保留當地文化以及充實教育資源，在玉里鎮第七、八任鎮長黃正榮倡議之下，四處奔走募款來籌措玉里圖書館建設基金，爾後有台灣省政府補助新台幣30萬元、花蓮縣政府35萬元、玉里扶輪社提供25萬元，外加各界捐贈，玉里鎮公所自籌17萬，共計籌措新台幣115萬餘元。玉里圖書館遂於民國65年（1976年）3月8日動工，翌年5月竣工，在同年6月6日正式開館啟用。
民國92年（2003年），玉里圖書館獲得文建會「公共圖書館空間及營運改善計畫」補助共計新台幣400萬，得以重新翻修，即為現貌。

## 藏書
圖書館藏圖書統計至民國106年（2017年）12月31日為止，總計藏有38,139冊。 

## 空間
玉里鎮立圖書館空間規劃為：一樓：多功能服務台、親子共讀區、期刊區、網路區；二樓：會議室、閱讀區、展覽室、電腦教室；三樓：藝文推廣中心、視廳教室；地下一樓：閱讀區、書庫等，可提供300人閱讀。

## 開放時間
玉里鎮圖書館開館時間為星期一至星期五，上午8點至晚上8點、星期六至日為上午9點至下午5點；每逢星期一與國定假日則休館不開放。

## 圖輯

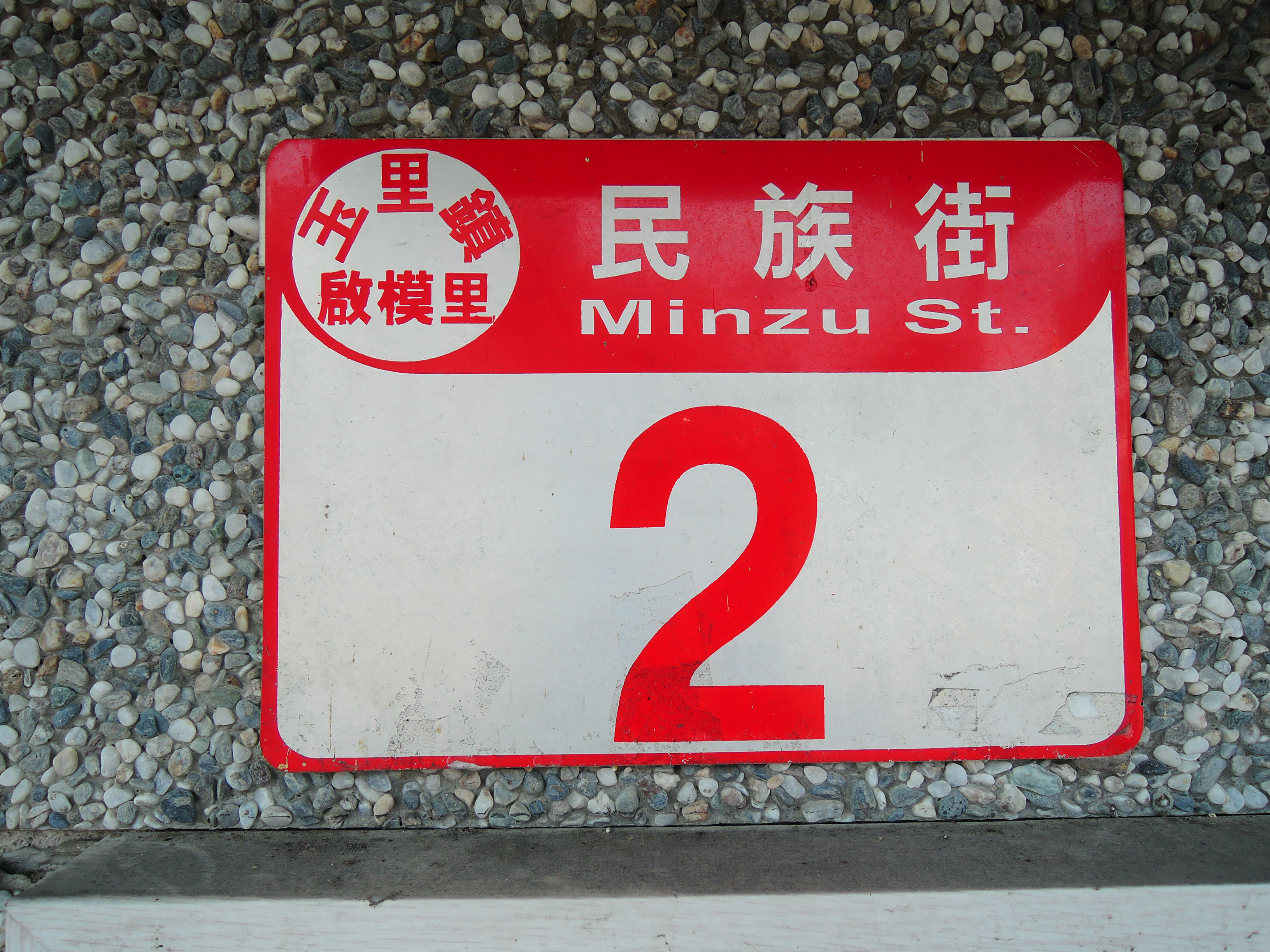
門牌地址
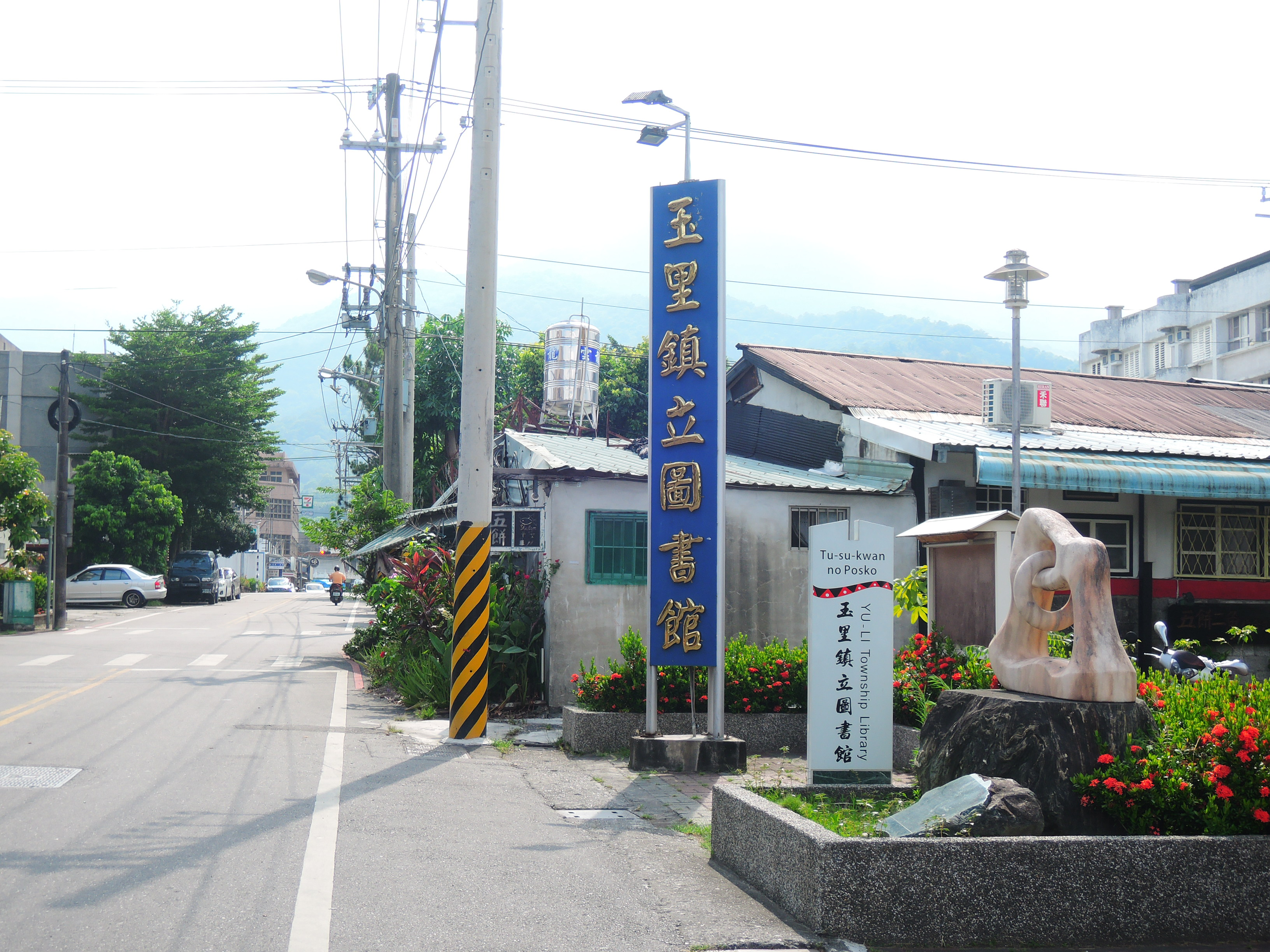
立牌
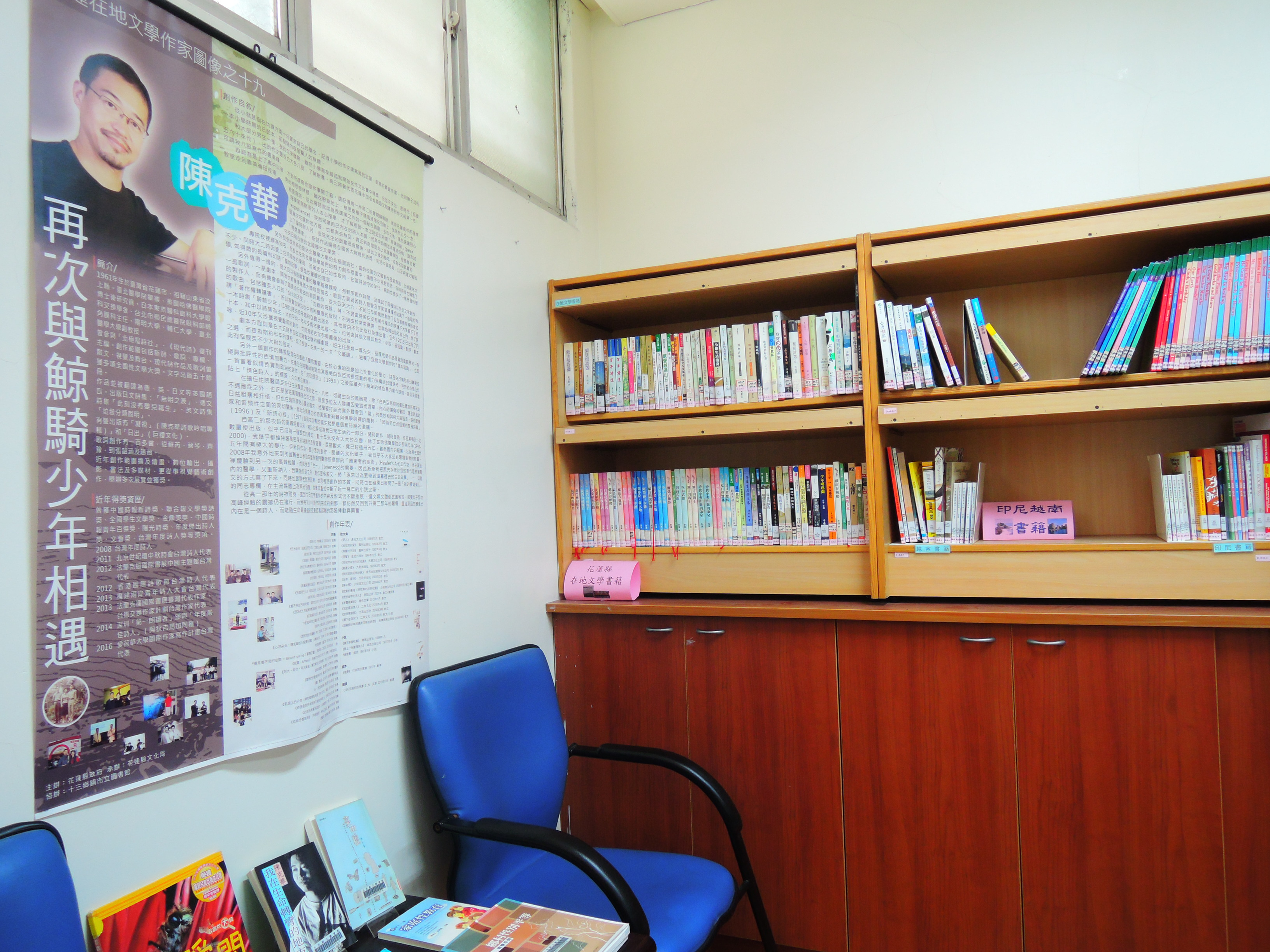
樓層隔間
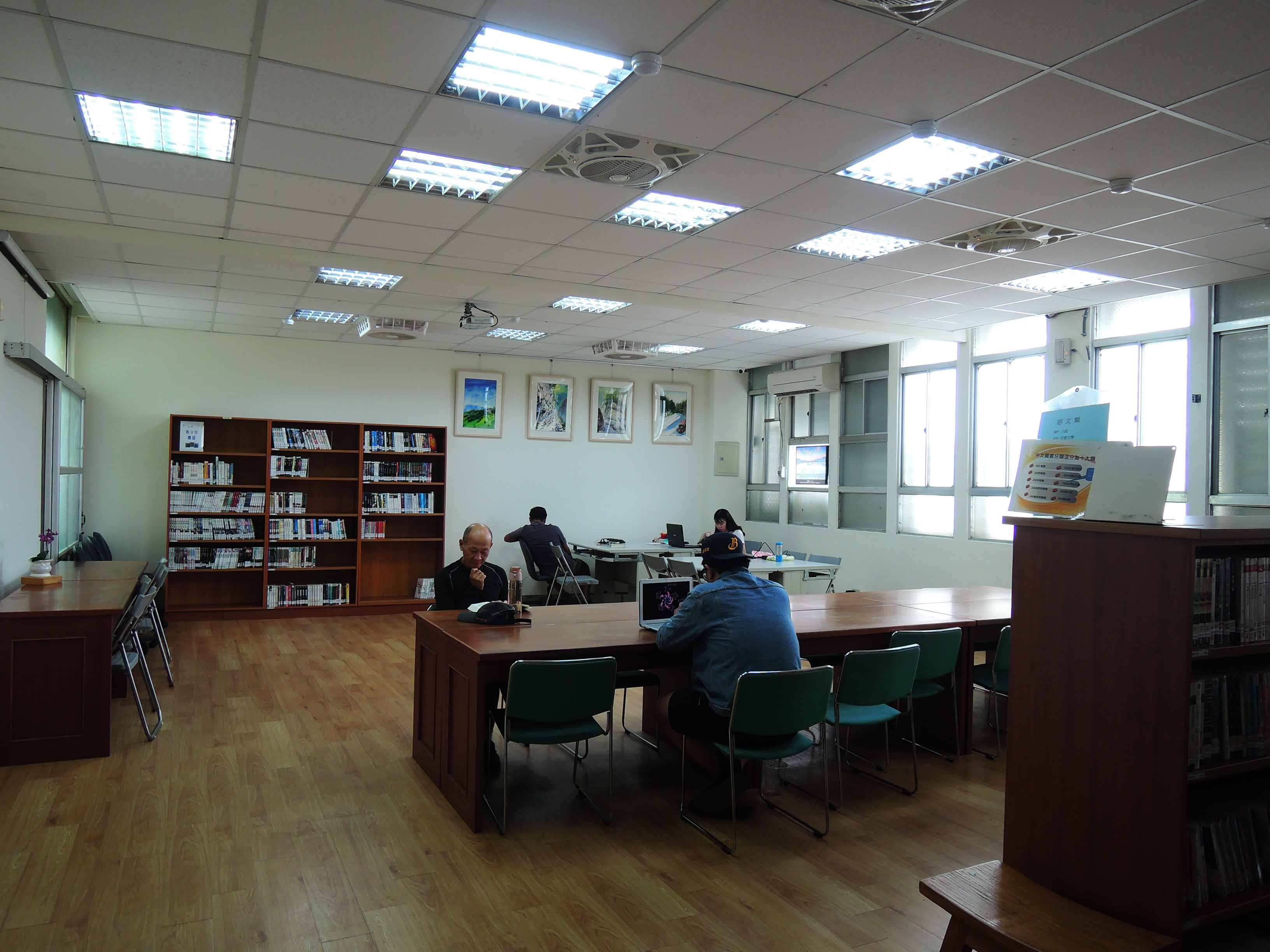
二樓閱覽室
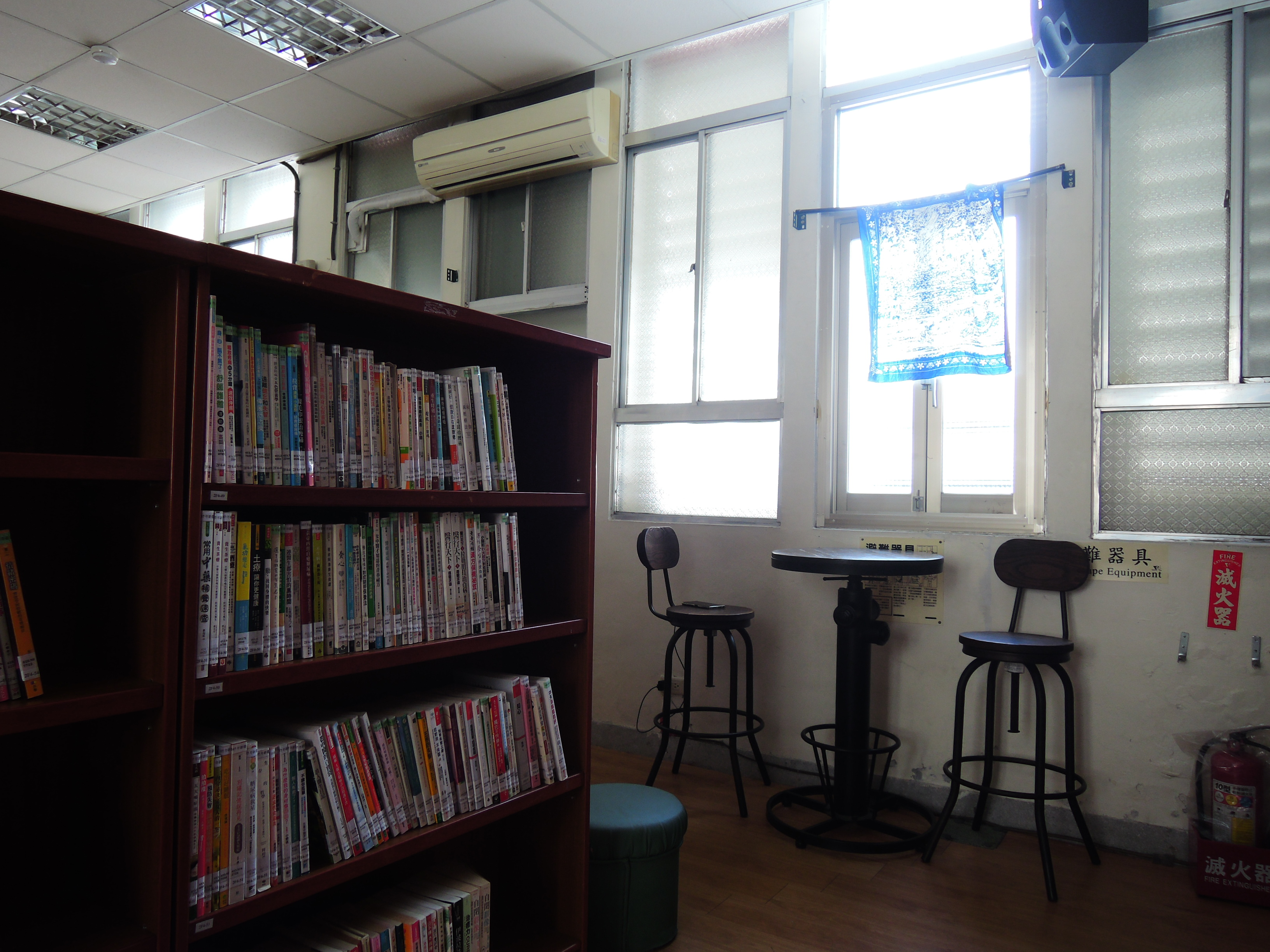
二樓書庫

## 外部連結
- 玉里鎮立圖書館的Facebook專頁

23°20′10″N 121°18′57″E / 23.336229°N 121.315962°E